# Sagamore Hill
Sagamore Hill è stata la dimora del XXVI Presidente degli Stati Uniti d'America, Theodore Roosevelt, dal 1885 alla sua morte nel 1919. Si trova a Cove Neck, nei pressi di Oyster Bay nella Contea di Nassau sulla riva nord di Long Island, a 40 km. ad est di Manhattan. Oggi è il Sagamore Hill National Historic Site, comprendente il Theodore Roosevelt Museum in un edificio più recente realizzato sul prato.

## Storia
Nato a New York, Theodore Roosevelt trascorse molte estati della sua giovinezza in vacanza prolungata, con la sua famiglia, nella zona di Oyster Bay. Nel 1880, quando aveva 22 anni, Roosevelt acquistò 63 ettari di terra per la somma di $30.000 (pari a $794.793 odierni) a Cove Neck, una piccola penisola a circa 3,2 km. a nord-est di Oyster Bay. Nel 1881, suo zio James A. Roosevelt costruì una villa a poche centinaia di metri a ovest della proprietà di Sagamore Hill.
Nel 1884, Theodore Roosevelt incaricò lo studio di architettura di New York, Lamb & Rich, di progettare una costruzione in stile Queen Anne da adibire a sua residenza. La dimora, costituita da 22 camere, fu costruita da John A. Wood and Son, di Lawrence, Long Island, nel 1886 per $16.975 (pari a $483.000 odierni), e Roosevelt vi si trasferì nel 1887. Egli aveva deciso di chiamarla Leeholm dal nome di sua moglie, Alice Hathaway Lee Roosevelt. Tuttavia, lei morì nel 1884 e Roosevelt si risposò nel 1886 e decise di cambiare il nome in Sagamore Hill. Sagamore è il termine, in lingua algonchina che designa il capo tribù.
Nel 1905, Roosevelt ampliò la casa, aggiungendo una grande sala chiamata North Room (12,2 x 9,1 metri), spendendo la cifra di $19.000 (pari a $540.600 odierni). La North Room è arredata con trofei di caccia dell'ex presidente e doni di dignitari stranieri, insieme a opere d'arte e libri della collezione dei Roosevelt. La casa allora ebbe 23 stanze, tra cui un bagno con una vasca di porcellana, che era considerata un lusso al momento della sua costruzione.
La casa e il terreno agricolo circostante divennero la residenza principale di Teodoro e di Edith Roosevelt per il resto della loro vita e il luogo di nascita di tre dei loro cinque figli. Sagamore Hill assunse la massima importanza quando divenne nota come la Casa Bianca estiva] durante le sette estati (1902–1908) che Roosevelt vi trascorse come presidente. Ha ospitato numerose visite di dignitari stranieri e colloqui di pace che hanno contribuito a porre fine alla guerra russo-giapponese. Roosevelt morì a Sagamore Hill il 6 gennaio 1919 e venne sepolto nel vicino Youngs Memorial Cemetery.
Il 25 luglio 1962, il Congresso degli Stati Uniti d'America dichiarò Sagamore Hill National Historic Site per preservare la dimora affidata in gestione al  National Park Service. Come tutte le aree amministrate dal National Park Service, Sagamore Hill entrò a far parte National Register of Historic Places il 15 ottobre 1966.
La dimora è aperta al pubblico con visita guidata e quasi tutti gli arredi sono originali. Sul sito si trova anche il Museo Theodore Roosevelt, che racconta la vita e la carriera del Presidente. Il museo è ospitato nella casa del 1938 chiamata "Old Orchard", ex residenza del generale di brigata Theodore Roosevelt, Jr. e della sua famiglia. Sagamore Hill è stata chiusa per circa 4 anni (dal 2011 al 2015) per consentire dei lavori di restauro. Il centro visitatori di Sagamore Hill è stato distrutto dal fuoco nel Natale del 2018, senza provocare vittime o feriti, e Sagamore Hill è stata chiusa al pubblico.

## Nella cultura di massa
All'asteroide 218679 Sagamorehill, scoperto da Richard A. Kowalski nel 2005, venne dato il nome dell'ex presidente degli Stati Uniti d'America.